# Richard Pafraet

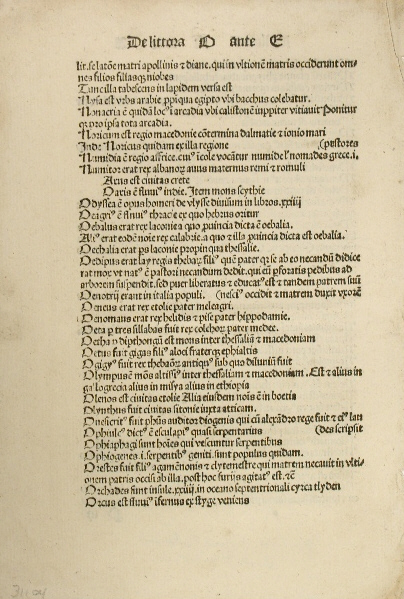
Bladzijde uit woordenboek van Giovanni Tortelli in 1495 door Pafraet gedrukt

Richard Pafraet of Paffraet (Keulen, Circa. 1455 - Deventer, 3 april 1512) was een van oorsprong Duitse drukker die in de periode van 1477 tot en met 1512 actief was in Deventer. Hij was de eerste drukker die zich in de stad Deventer vestigde. Door Pafraet gedrukte incunabelen bevinden zich in bekende bibliotheken, zoals de Bodleian Library en de Koninklijke Bibliotheek.

## Biografie
Over de jeugd van Richard Pafraet is relatief weinig bekend. Zijn achternaam is ontleend aan de plaatsnaam Paffrath, dat tegenwoordig een stadsdeel is van Bergisch Gladbach, dichtbij Keulen. Het geboortejaar van Pafraet wordt rond het jaar 1455 geschat. Vermoedelijk volgde Pafraet een degelijke opleiding, aangezien hij de Latijnse taal beheerste. De techniek van het boekdrukken heeft hij waarschijnlijk geleerd bij Ulrich Zell. 
In het jaar 1477 trok Pafraet naar Deventer om daar zijn eigen drukkerij op te richten. Pafraet vestigde zich aan het eind van de Lange Bisschopstraat dicht bij de Lebuïnuskerk. Hier werd Alexander Hegius, de rector van de Latijnse school, huisgenoot van Pafraet. 
Er zijn meerdere mogelijke verklaringen waarom Pafraet ervoor koos om zich in Deventer te vestigen. Deventer kende al zekere roem als productiecentrum van boeken. De Broeders van het Gemene Leven en andere volgelingen in de traditie van de Moderne Devotie die in Deventer aanwezig waren legden zich in grote mate toe op het schrijven en kopiëren van boeken. Als belangrijke marktstad binnen het Hanzeverbond had Deventer bovendien een potentieel brede klantenkring. De Latijnse school kende mede dankzij deze dynamiek in de 15de eeuw een bloei en door de relatief grote bekendheid trok de school leerlingen uit de wijde omgeving aan. Hierdoor was er vraag naar studieboeken, wat een potentiële markt voor een drukker vormde.
Het eerste door Pafraet gedrukte boek, het "Liber bibliae moralis", stamt uit het jaar 1477. Dit boek met meer dan 900 pagina's is nu nog te vinden in de collectie van de Athenaeumbibliotheek van Deventer. In deze periode was het drukken van boeken (zeker van dit formaat) een grote investering voor een drukker. Zo had Pafraet in 1482 een schuld van 375 goudgulden bij ene Johan Valckenier uit Kampen staan.
Rond 1480 trouwde Pafraet met Steine Becker. Steines grote familie bestond voornamelijk uit ambachtslieden en handelaren. Enkele van hen verbleven in Engeland. De familie van Steine vormde een uitgebreid netwerk waar Pafraet gebruik van kon maken. Het huwelijk met Steine bracht maar liefst 9 kinderen voort. 
In 1485 opende Jacob van Breda als tweede een drukkerij in Deventer. De jaren hiervoor was hij waarschijnlijk in de leer bij Richard Pafraet. 
Pafraet stierf vrij plotseling op 3 april 1512. Zijn zoon Albert nam de drukkerij over.

## Gepubliceerde werken
Pafraet was een zeer productieve drukker. Tussen 1477 tot 1485 drukte hij zover bekend is 81 boeken met in totaal 18.000 bladzijden, waaronder vele op het grote folioformaat. In deze periode overtrof hij hiermee al zijn collega’s in de Nederlanden. In de periode 1486 en 1487 lag de boekproductie van Pafraet stil, waarschijnlijk door financiële problemen. Wanneer de boekproductie in 1488 weer hervat werd, gaf Pafraet alleen nog maar boeken uit in kwartoformaat. Tussen de jaren 1488 en 1500 publiceerde hij bijna 160 nieuwe boeken.
Het overgrote deel van Pafraets publicaties bestond uit theologische werken van humanisten, Latijnse schoolboeken en teksten van klassieke schrijvers. Paffraet bezat als eerste Noord-Europese drukker Griekse drukletters. 
Enkele belangrijke door Pafraet gedrukte werken zijn:
- De accentibus syllabarum
- Aesopus moralisatus cum commento
- Compendium theologicae veritatis
- Doctrinale cum commento Johannis Synthen
- De spiritualibus ascensionibus
- Elucidarius carminum et historiarum vel vocabularius poeticus
- Legenda aurea sanctorum, sive Lombardica historia

## Drukkersmerk
Voor het grootste deel van zijn carrière maakte Pafraet gebruik van een drukkersmerk met een afbeelding van de heilige Lebuïnus, de beschermheilige van Deventer, die een boek leest met het wapen van Deventer aan zijn voeten. De achtergrond waarop de heilige werd afgebeeld kende enige variatie door de loop van de Pafraet's carrière heen.